# ألبرت لانس
ألبرت لانس (بالإنجليزية: Albert Lance)‏ هو مغني أوبرا أسترالي، ولد في 12 يوليو 1925 في أديلايد في أستراليا، وتوفي في 15 مايو 2013 في Bellecombe-en-Bauges ‏ في فرنسا.

## وصلات خارجية
- ألبرت لانس على موقع IMDb (الإنجليزية)
- ألبرت لانس على موقع ميوزك برينز (الإنجليزية)
- ألبرت لانس على موقع أول ميوزيك (الإنجليزية)
- ألبرت لانس على موقع ديسكوغز (الإنجليزية)
- ألبرت لانس على موقع قاعدة بيانات الفيلم (الإنجليزية)